# Hassad Food

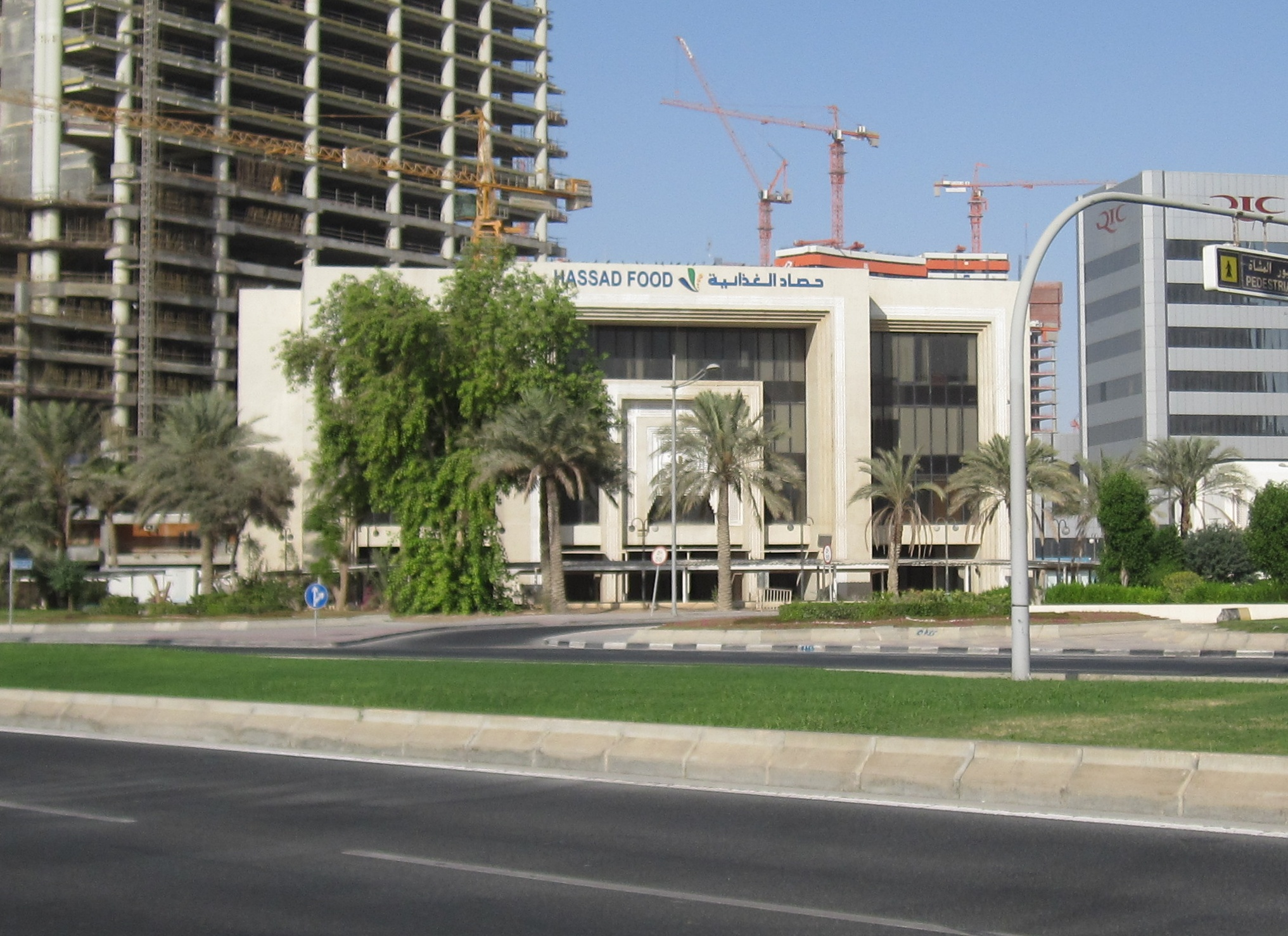
Siège de Hassad Food à Doha

Hassad Food est un fonds d'investissement faisant partie du fonds souverain du Qatar, la Qatar Investment Authority (« QIA ») qui opère principalement dans le domaine de l'agriculture et dispose d'un capital estimé à 1 milliard de dollars américains. La mission de fonds est de subvenir à 60 % des besoins alimentaire de la population qatarie.
Les choix stratégiques de la société, et notamment sa politique d'acquisition massive de terres agricoles dans les pays en voie de développement, ont été critiqués par de nombreux commentateurs. 

## Histoire
Hassad Food a été créé en 2008 par le Cheikh Hamad ben Khalifa Al Thani pour faire des investissements destines à long terme à assurer l'autosuffisance alimentaire du Qatar. 

## Investissements
Hassad Food a effectué de nombreux investissements de dimensions très importants. Ainsi, Hassad Food a officiellement déclaré son intention d'investir 400 millions de dollars dans l'industrie agricole turque en octobre 2014. En avril 2015, la société a révélé un projet d'investissement d'une valeur de 1 milliard de dollars au Soudan.  
Hassad Food est très présent sur le marché de la nourriture halal. Par exemple, en 2009, Hassad Food a investi 68 millions de dollars américains dans le groupe omanais A'Saffa Foods. Les fonds étaient destines à créer une entreprise d'élevage de volaille et d'œufs dans le sud du Qatar pour produire environ 20 % des besoins du Qatar pour ces aliments. 

## Filiales
En novembre 2009, Hassad Food fait son premier investissement de taille à l'étranger en créant Hassad Australia. En 2016, la valeur de la filiale est estimée à 469 millions AUD. Elle possède 14 exploitations sur le territoire australien, ce qui fait une surface totale de 300 000 hectares. D'autres filiales étrangères ont suivi : 
- Senwan Pakistan, créée en 2014, est spécialisée dans la culture et la production de riz.
- A'Saffa Foods, créée en 2015, qui produit 22 000 tonnes de volaille par an[9].

## Critiques
La politique d'acquisition massive de terres agricoles à l'étranger mise en œuvre par Hassad Food pour le compte du gouvernement qatari a été critiquée par de nombreux représentants de la communauté paysanne. 
L'ancien secrétaire d'état sénégalais et Directeur général de la FAO Jacques Diouf a qualifié ces pratiques de « néocolonialisme agraire ». 
En Australie, les exploitants locaux ont manifesté à de nombreuses reprises leur mécontentement vis-à-vis des conséquences de l'intérêt qatari pour leurs terres. La flambée des prix des terres agricoles a notamment mené à un mouvement pour la mise en place de règlementations plus restrictives des investissements étrangers en Australie. 
La revue française l'Express a qualifié Hassad Food de « bras armé » du Qatar dans sa politique d'acquisitions de terres: 
"Propriétaire de 100.000 hectares au Soudan ou encore de 40 000 hectares au Kenya, Hassad Food multiplie les investissements aux quatre coins du monde."
L'article cite par ailleurs un analyste au Centre international de hautes études agronomiques méditerranéennes (CIHEAM), Sébastien Abis, qui remarque: 
« Je ne serai pas étonné qu'un jour le Qatar questionne la France pour savoir si une partie de ses champs de céréales ne pourraient pas être achetés ou loués par l'émirat! »